# Mikido

Mikido (Millenium Kids) est un dessin animé français en 3D, créé par Bertrand Gatignol pour Methodfilms, réalisé par Thomas Astruc.
Il existe actuellement[Quand ?] 52 épisodes d'environ 13 minutes chacun.
Le monde où se déroule l'histoire est très proche du nôtre, si ce n'est le fait que tous les personnages ont un « pouvoir » spécial.
À l'origine, ce dessin animé était diffusé sur France 3 dans l'émission Chouette Toowam ; en 2012, il est diffusé sur France 4, puis sur France Ô.
La série se déroule dans l'école Nelson Lafayette.

## Liste des personnages

### Liste des personnages (élèves)
- Kiku Mifune : C'est le héros, avec ses meilleurs amis Faustin et Subrata. Son apparence de "petit diabcancre par excellence, même s'il a un très bon niveau en sport et en robifoot. Il aime Cathy 3D, le hip-hop, le robyfoot, mais déteste profondément les « trucs de filles », la poésie, et par-dessus tout, Judicael. Il a le pouvoir d'être métamorphe, il peut donc se transformer en n'importe quel organisme vivant, même s'il maîtrise encore très mal ses pouvoirs. Cela lui a d'ailleurs posé problème lorsqu'il s'est malencontreusement métamorphosé en fille, et s'est fait prénommer Kuki. Cela ne s'est pas arrangé quand Judicael est tombé amoureux de cet alter-ego féminin. Il aimerait devenir chevalier ou agent secret. Sa coiffure ressemble à celle de Hellboy.
- Faustin Cyprès : C'est le meilleur ami de Kiku et Subrata. Comme eux, il déteste Judicael. Son pouvoir est de maîtriser les organismes végétaux (surtout au printemps, mais quasiment inopérant en hiver), ce qui lui vaut parfois les moqueries de ses camarades qui trouvent que c'est « un pouvoir de fille » (les filles, en revanche, l'adorent). Il se sert d'ailleurs de ses pouvoirs pour faire pousser ses propres légumes à la cantine. C'est son grand-père qui a fait pousser l'arbre de l'école; ses parents sont écolos-macrobios et lui voudrait devenir ingénieur écologue. Doux, gentil, c'est un bon élève, surtout en biologie. Il aime Cassandre et sa musique préférée est le Funky 70's.
- Subrata Prajnapad : D'origine indienne (c'est d'ailleurs sa musique préférée), Subrata est la meilleure de la classe. Elle est bleue, avec un bindi entre les sourcils (ou plutôt au milieu du sourcil) et a 4 bras. Sage, studieuse, polie, gentille, elle ne supporte pas de passer pour la « chouchoute ». Elle déborde de compassion, adore les livres (elle veut devenir bibliothécaire). Elle est télékinésiste et a accès a la sagesse universelle mais elle préfère ne pas l'utiliser car ce serait tricher. Ses pouvoirs sont néanmoins limités par le poids des objets. Son seul point faible: le sport, où ses multiples bras sont gênants, par contre elle est assez douée en robyfoot.Elle ressemble à la déesse hindou Kali.
- Judicael Dupont De Marjorie Junior : Fils à papa (fils du maire), Judicael à tout pour être détesté: prétentieux, égoïste, mouchard, fayot, calculateur, fourbe prétentieux, manipulateur, ne supporte pas d'avoir tort... Comme si cela  ne suffisait pas, il a le pouvoir de manipuler les pensées (seulement sur les enfants).  Deuxième de la classe, il déteste Kiku, et adore le pouvoir, avoir raison, et Jean-Sébastien Bach. Ses rares amis sont Alpha et Burt. Ce qu'il voudrait faire plus tard : Président du monde. Ses surnoms : l'auréolé et le cafard.
- Cassandre Allister : Cassandre  est le stéréotype même de « la gothique » (toujours en noir, une voix grave et monotone pour une enfant, aucun musicien ne trouve grâce à ses yeux sauf son chanteur préféré...). Pourtant, au fil des épisodes, Cassandre devient  un personnage  avec plus de nuances notamment lorsqu'il  s'agit du sort de ses camarades  (l'ÉCLIPSE). Fille d'un  pianiste  de renommée mondiale et d'une mère très malade, Cassandre est aussi seule  chez elle que à  l'école . Son pouvoir est la divination : elle lévite alors dans le ciel et récite des paroles qui semblent sur le moment incongrues dont personne ne connaît l'explication jusqu'à la fin de l'épisode. Elle oublie souvent aussitôt elle-même ce qu'elle a formulé. Elle est très forte en français, et écrit des poèmes compliqués. Le nom de Cassandre  pourrait être une référence à la Cassandre de Troie dans l’Iliadeè' d'Homère, qui avait le don de divination.
- Cathy Cerceau : Surnommée Cathy 3D, à cause de son pouvoir, qui matérialise ses pensées en 3D, au-dessus de sa tête. Pour le moment ses pouvoirs ne servent quasiment à rien. L'adjectif qui lui correspondrait le mieux serait sans aucun doute "candide". En effet, Cathy est la plus jeune de la classe, mais aussi la plus ingénue, la plus naïve, la plus sentimentale, la plus émotive... Elle adore les histoires de princes et de princesses, tout ce qui est rose et mignon, le son de la flûte, Kiku et déteste la méchanceté, les araignées et les serpents. Elle est très forte en dessin. Ce qu'elle voudrait faire plus tard ? Coiffeuse de poneys.
- Betty Dracucescu: C'est la langue de vipère de la classe (c'est pour ça qu'elle veut devenir journaliste people), elle traîne souvent avec Pomme et Richelle et adore croquer les insectes ou écouter Bela Bartok. Son pouvoir, ce sont ceux d'une chauve-souris (super ouïe, sens- radar, se déplacer dans l'obscurité et marcher au plafond), même si à cause de cela elle ne supporte pas les bruits trop fort et est complètement myope.
- Pomme Granny Smith: C'est la fashion victim de la classe, jolie, elle se soucie beaucoup de l'apparence et de la propreté (plus tard elle veut faire esthéticienne), même si elle n'est pas aussi peste que Betty. Elle est amoureuse de Faustin, adore les magazines people et aime écouter teen pop. Son pouvoir consiste à contrôler la matière, un pouvoir utile mais qui provoque des catastrophes chez les gens (ils tombent malades, deviennent bleu, etc.), c'est d'ailleurs pour cela qu'elle porte des gants. Plus tard, elle découvrira qu'elle peut soigner les gens par l'imposition des mains.
- Simon Granny Smith: C'est le frère de Pomme. Il adore les jeux vidéo (il veut devenir designer de jeux vidéo), les dessins animés et la barbapapa, les filles l'évitent parce qu'elles le trouvent bizarre, il est amoureux de son héroïne de dessin animé favorite: "Kitana". Il est ami avec Faustin et Subrata. Son pouvoir et la super vision (voir à travers les murs, les infrarouges, l'infiniment petit, etc.) par contre il est complètement myope sans ses lunettes qui lui permettent de contrôler son pouvoir.
- Richelle Van De Meulenaar: Énergique, c'est un vrai garçon manqué même si elle déteste quand on lui dit que ce n'est pas une fille. Elle aime écouter les fanfares, faire des sports de combats et son wecko nommé Goliath. Elle est d'ailleurs la présidente du weckoclub et milite pour le droit de vote des weckos. Son pouvoir sert à contrôler les animaux (même si pour l'instant il est limité aux weckos).
- Djibril Shariff: Djibril est un enfant très stressé, c'est un vrai peureux et est allergique à tout; il vient d'une famille défavorisée. Il collectionne les chewing-gums usagés (au grand désespoir de Pomme) et déteste prendre des douches. Il est très ami avec Kiku et Faustin. Son pouvoir est la téléportation, même s'il ne le contrôle pas vraiment, par exemple quand il va à un endroit autre que ce qu'il avait visé ou qu'il se téléporte instinctivement sous le coup de l'émotion. Il a un frère, Rachido, qui possède un cri capable de détruire le verre ou bien le sol.
- Sasha Touille: Sasha est très mystérieux car il n'a pas vraiment de visage, il fait paraitre ses émotions à l'aide d'un écran. Il est très calme et discret, c'est d'ailleurs pour cela qu'il n'a pas vraiment d'ami. Par contre il a un talent inné pour le dessin et veut devenir artiste peintre. Il adore le jazz et la mousse au chocolat. La rumeur dit que son pouvoir lui permet de maitriser le temps (il peut l'accélérer, le figer, aller dans le passé, vieillir les gens, les rajeunir, etc.). Mais ce n'est qu'une rumeur...
- Alpha McFour: C'est un enfant nerveux et hyperactif, il déteste attendre et a tendance à parler trop vite. Il est ami avec Judicael, Burt et est amoureux de Pomme. Il aime écouter les groupes speed-core et voudrait devenir pilote de course. Son pouvoir est la super vitesse, même si elle lui fait consommer énormément d'énergie et perturbe souvent son sens de l'équilibre et de l'orientation. Il fait d'ailleurs régulièrement des crises d'hypoglycémie.Dans un des épisodes on découvre qu'il a été adopté.
- Burt Lopez: De caractère sociable et doux, il est tout de même un peu lent. Il adore les animaux, le reggae et tout ce qui est délicat. C'est le seul membre actif du wecko club, on prétend d'ailleurs qu'il serait amoureux de Richelle. Son pouvoir est la super force. Il adore la glace à la vanille.
- Joss: Il apparaît dans l'épisode "Joss le beau gosse". Un soleil au dessus de sa tête représente son humeur et se voile quand il est stressé, et de la pluie tombe quand il est triste.
- Babarapapa : L'amoureuse de Simon dans l'épisode "Otaku au taquet"
- Vinni et Minni Moe : Des jumeaux brutes d'école qui volent le goûter de leurs camarades. Ils sont capable de respectivement grandir en mangeant du sucré ou rétrécir en mangeant du salé.
- Zig : Il apparaît dans l'épisode "Subrata in love" où Subrata tombe amoureuse de lui. Il est capable de traverser la matière.

### Liste des personnages (personnel)
- Monsieur Bernard : Le directeur de l'école. Il a un physique qui rappelle le chat. Son pouvoir est le sixième sens. Lorsque quelque chose arrive, ses moustaches frétillent.
- Mlle Lucile : La maitresse de la classe. Très douce, elle a le pouvoir de se multiplier autant qu'elle le désire.
- Monsieur Koperak : Professeur de sport, c'est un chien blanc anthropomorphe colossal, un peu niais, et qui a très mauvais caractère. Il apprécie Léo Buckley.
- Greta Crapaud : L'« infirmière » de l'école. Elle a la manie de vouloir « piquer » tout le monde avec ses seringues. C'est une ancienne catcheuse. Son pouvoir : elle a une langue extensible (comme un crapaud)
- Toni : le robot cuisinier.
- M. Blog : Un inspecteur avec une télé pour tête.

### Liste des personnages (autres)
- Mamie Rose: Une vieille dame vendeuse de bonbons magiques.
- Mme Koperack : La mère de M. Koperack qui chasse les monstres et autres fantômes.
- Mlle Kachoo : Une entraîneuse de Robyfoot d'une autre école.

## Doublage
- Jessie Lambotte : Kiku, Betty, Cathy 3D
- Nicolas Beaucaire : Judicael, Tony
- Nathalie Bienaimé : Djibril, Mlle Lucile